# Jun Fukuyama
Jun Fukuyama (福山 潤?, Fukuyama Jun; Hiroshima, 26 novembre 1978) è un doppiatore e cantante giapponese.
È noto per aver doppiato Lelouch Vi Britannia in Code Geass: Lelouch of the Rebellion, King in The Seven Deadly Sins, Korosensei in Assassination Classroom e Ren Amamiya/Joker in Persona 5. Attualmente lavora per la Production Baobab, ed è rappresentato da Axl-One. Durante la prima edizione dei Seiyu Awards, nel 2007, Fukuyama vinse nella categoria "miglior doppiatore in un ruolo da protagonista", per la sua interpretazione di Lelouch Vi Britannia in Code Geass: Lelouch of the Rebellion. Per lo stesso personaggio, venne premiato al Tokyo International Anime Fair nella categoria "miglior doppiatore". Abile sia nel'interpretazione di un ruolo imponente ed elevato che in quella di uno più infantile e scanzonato, Fukuyama si è ben presto imposto come uno dei seiyu più influenti e celebri degli anni duemila.

## Doppiaggio

### Anime
1998
- Guardian Angel Getten - Blackboard Eraser, Man
- Record of Lodoss War: La saga dei cavalieri - Elfo Oscuro C

1999
- Turn A Gundam - Keith Laijie

2000
- Gakkō no Kaidan - Studenti
- Boogiepop Phantom - Masashi Saotome, Manticore Phantom

2001
- Kidō Tenshi Angelic Layer - Kōtarō Kobayashi
- Gekitō! Crush Gear Turbo - Taka
- Jungle wa itsumo Hare nochi Gū - Harry
- Hellsing - Assistente

2002
- Witch Hunter Robin - Haruto Sakaki
- Kiddy Grade - Tweedledum
- Shin Chan - Kyūji Kitana
- Gravion - Tōga Tenkūji
- Denkōchō Tokkyū Hikarian - Lightning Tsubasa
- Duel Masters - Tōru Kamiya
- Tenchi muyō! GXP - Alan
- Tokyo Underground - Crony
- Dragon Drive - G
- Hungry Heart - Masahiko Shinkawa
- PIANO - Kazuya Takahashi
- Heat Guy J - Ian Nurse
- Full Metal Panic! - Shōta Sakamoto, AI, Hiroshi Kasuya
- Detective Conan - Personaggi vari

2003
- E'S - Juma D'Arves Arc
- F-Zero: Falcon Densetsu - Tōrukamu
- Submarine Super 99 - Susumu Oki
- Di Gi Charat Nyo - Ned, Gunman, Mamonburū
- Narue no sekai - Masaki Maruo
- Full Metal Panic? Fumoffu - Issei Tsubaki
- Pluster World - Beetma
- Principesse sirene - Mermaid Melody - Kōsuke Sakiya
- Rockman.EXE Axess - Searchman

2004
- Onmyō Taisenki - Riku Tachibana
- Il conte di Montecristo - Viscount Albert d'Morcerf
- Kyo Kara Maoh! - Rick
- Get Ride! AM Driver - Roshette Keith
- Samurai Champloo - Soldato
- Zoids Fuzors - Gilbert
- W ~Wish~ - Junna Tōno
- Gravion Zwei - Tōga Tenkūji
- Battle B-Daman - Junia
- Bleach - Mizuiro Kojima, Yumichika Ayasegawa
- Madlax - Ains
- Divergence Eve ~Misaki Chronicles~ - Kiri Otōto
- Rockman.EXE Stream - Searchman

2005
- The Law of Ueki - Anon
- Oku-sama wa Joshi Kōsei - Kōhei Iwasaki
- Glass no Kamen - Yū Sakurakōji
- Karin - Makoto Fujitani
- Gunparade Orchestra - Yūto Takeuchi
- Cluster Edge - Beryl Jasper
- Jigoku Shōjo - Gill d'Ronfell
- Tsubasa Chronicle - Kimihiro Watanuki
- ToHeart2 - Takaaki Kōno
- Happy Seven ~The TV Manga~ - Kikunosuke Kagawa
- BLOOD+ - Guy
- Hybrid Child - Kotarō Izumi
- Full Metal Panic! The Second Raid - Friday - intelligenza artificiale di Mao
- Pocket Monsters: Advanced Generation - Tomono
- Le incredibili avventure di Zorori - Fish - student, other Zorori child
- Loveless - Yayoi Shioiri
- Rockman.EXE Beast - Searchman

2006
- Inukami! - Keita Kawahira
- Innocent Venus - Chinran
- Gakuen Heaven - Keita Itō
- La corda d'oro ~primo passo~ - Keiichi Shimizu
- Code Geass: Lelouch of the Rebellion - Lelouch Vi Britannia
- Shōnen Onmyōji - Toshitsugu Fujiwara
- Buso Renkin - Kazuki Muto
- Black Blood Brothers - Zelman Clock
- Princess Princess - Tōru Kōno
- xxxHOLiC - Kimihiro Watanuki
- Rockman.exe BEAST+ - Searchman

2007
- Ōkiku Furikabutte - Kōsuke Izumi, Hiroyuki Oda
- Over Drive - Mel
- Kaze no Stigma - Tatsuya Serizawa
- KimiKiss pure rouge - Akira Hiiragi
- Jūshin Enbu: Hero Tales - Taigatei
- Ghost Hound - Masayuki Nakajima
- D.Gray-man - Rikei
- Moonlight Mile - Malik Ali Muhammad
- Rental Magica - Itsuki Iba

2008
- Amatsuki - Tokidoki Rikugō
- Vampire Knight - Aidō Hanabusa
- Special A - Kei Takishima
- Spice and Wolf - Kraft Lawrence
- Linebarrels of Iron - Hisataka Katō
- Code Geass: Lelouch of the Rebellion R2 - Lelouch Vi Britannia
- Macross Frontier - Luca Angelloni
- Monochrome Factor - Andrew
- Kuroshitsuji - Grell Sutcliffe
- Eve no jikan - Rikuo

2009
- Akikan! - Kakeru Daichi
- Viper's Creed - Haruki
- Sora Kake Girl - Leopard
- Valkyria Chronicles - Maximilian
- La Corda d'Oro ~secondo passo~ - Keiichi Shimizu
- Pandora Hearts - Vincent Nightray
- 07 Ghost - Hakuren Oak
- Tegami Bachi - Gauche Suede/Noir
- Saki - Kyōtarō Suga
- Shangri-La - Sion Imaki
- Nyan Koi! - Tama, Haruhiko
- Jewelpet - Dian

2010
- Densetsu no Yūsha no Densetsu - Ryner Lute
- Durarara!! - Shinra Kishitani
- Jewelpet Tinkle ☆ - Dian
- Kobato. - Kimihiro Watanuki
- Black Butler - Grell Sutcliff
- MM! - Taro Sado
- I signori dei mostri - Rikuo Nura
- Ookiku Furikabutte ~Natsu no Taikai-hen~ - Kousuke Izumi
- Sekirei - Hayato Mikogami
- Star Driver: Kagayaki no Takuto - Shindō Sugata
- Starry Sky - Azusa Kinose
- Letter Bee - Gauche Suede/Noir
- Togainu no chi - Rin
- Uragiri wa Boku no Namae o Shitteiru - Tsukumo Murasame
- Working!! - Sōta Takanashi

2011
- Blue Exorcist - Yukio Okumura
- Battle Spirits - Heroes - Tegamaru Tanashi
- Deadman Wonderland - Bundō Rokuro
- Kyōkaisen-jō no Horizon - Tōri Aoi
- Itsuka Tenma no Kuro Usagi - Hinata Kurenai
- Last Exile: Fam The Silver Wing - Olan
- Nyanpire - Nyatenshi
- Phi Brain: Kami no Puzzle - Gammon Sakanoue
- Working'!! - Sōta Takanashi
- Blood-C - cane nell'episodio 6

2012
- Code Geass: Akito the Exiled - Lelouch Vi Britannia
- Area no kishi - Suguru Aizawa
- Battle Spirits - Sword Eyes - Hagakure Shido
- Kingdom - manga - Eisei
- La storia della Arcana Famiglia - Liberta
- Shirokuma Café - Panda
- Kuroko's Basket - Makoto Hanamiya
- Pocket Monsters Best Wishes! - Suwama
- Arve Rezzle: Kikaijikake no Yōseitachi - Remu Mikage
- Horizon on the Middle of Nowhere II - Tōri Aoi
- Hyouka - Jirou Tanabe
- Jinrui wa Suitai Shimashita - Assistant
- K - Yata Misaki
- Natsuyuki Rendezvous - Shimao Atsushi
- Magi: The Labyrinth of Magic - Cassim
- Chūnibyō Demo Koi ga Shitai! - Togashi Yuuta
- Ixion Saga DT - Mariandale
- Daily Lives of High School Boys - Kyuuseishu

2013
- Battle Spirits Saikyō Ginga Ultimate Zero - Salt
- Maoyu - Hero
- Red Data Girl - Yukimasa Sagara

2014
- D-Frag! - Ataru Kawahara
- Hamatora: The Animation - Birthday
- Re: Hamatora - Birthday
- Noragami - Kazuma
- Rail Wars! - Naoto Takayama
- World Trigger - Karasuma Kyousuke
- The Seven Deadly Sins - King
- Amagi Brilliant Park - Triken
- Kuroshitsuji Book of Circus - Grell Sutcliff
- Black Butler: Book of Circus - Grell Sutcliff

2015
- Assassination Classroom - Korosensei
- Noragami Aragoto - Kazuma
- Binan kōkō Chikyū bōei-bu Love! - Ibushi Arima
- Durarara!! x2 - Shinra Kishitani
- Akagami no Shirayukihime - Raji Shenazard
- Yamada-kun e le 7 streghe - Haruma Yamazaki
- Snow White with the Red Hair - Raj Schenazade
- Osomatsu-san - Ichimatsu Matsuno
- Cyborg 009 vs Devilman - Joe Shimamura
- Ninja Slayer - Agony
- My Love Story!! - Koki Ichinose
- Minimum Hamatora - Birthday
- K: Return of Kings - Misaki Yata
- Rampo Kitan: Game of Laplace - Namikoshi
- Kamisama Kiss 2 - Mamori no gami

2016
- Persona 5 The Animation: The Daybreakers - Ren Amamiya
- Pokemon Sole & Luna - Hau
- Bungo Stray Dogs - Ango Sakaguchi
- Yuri!!! on Ice - Takeshi Nishigori
- Koro Sensei Quest! - Korosensei
- Danganronpa 3: The End of Hope's Peak High School - Teruteru Hanamura
- Ajin - Demi Human - Ko Nakano
- Alderamin on the Sky - Jean Alkiniks
- Joker Game - Jitsui

2017
- The Silver Guardian - Suigin Riku
- Black Clover - Finral Roulacase
- Blue Exorcist: Kyoto Saga - Yukio Okumura
- Boruto: Naruto Next Generations - Toneri Ōtsutsuki

2018
- Persona 5 The Animation - Ren Amamiya
- My Sweet Tyrant - Atsuhiro Kagari
- Banana Fish - Lee Yut-Lung
- That Time I Got Reincarnated as a Slime - Leon Cromwell
- Grand Blue - Kudou
- FLCL: Progressive - Ide
- Fate - Doctor Heartless

2019
- The Rising of the Shield Hero - L'Arc Berg
- Demon Slayer - Yahaba
- Meiji Tokyo Renka - Goro Fujita
- To the Abandoned Sacred Beasts - Christopher Keynes

2020
- Yashahime: Princess Half-Demon - Riku

2021
- Horimiya - Akame Yanagi
- High-Rise Invasion - Mamoru Aikawa
- Vivy: Flourite Eye's Song - Matsumoto
- Bungo Stray Dogs WAN! - Ango Sakaguchi
- The Saint's Magic Power is Omnipotent - Kyle Salutania
- Heaven Official's Blessing - Hua Cheng

2022
- Uncle from Another World - Takafumi

2024
- Suicide Squad Isekai - Clayface

### Film
- Code Geass: Hangyaku no Lelouch I - Koudou - Lelouch Vi Britannia
- Code Geass: Hangyaku no Lelouch II - Handou - Lelouch Vi Britannia
- Code Geass: Hangyaku no Lelouch III - Oudou - Lelouch Vi Britannia
- Code Geass: Fukkatsu no Lelouch - Lelouch Vi Britannia
- The Last: Naruto the Movie - Toneri Ōtsutsuki
- The Seven Deadly Sins: Prisoners of the Sky - King
- The Seven Deadly Sins: Cursed by Light - King
- The Seven Deadly Sins: Grudge of Edinburgh - King

### OAV
- Okane ga nai - Yukiya Ayase
- Mobile Suit Gundam SEED C.E. 73 Stargazer - Sol Ryūne l'Ange
- Code Geass: Lelouch of the Rebellion DVD Magazine 1 & 2 - Lelouch Vi Britannia
- Code Geass: Lelouch of the Rebellion Special Edition ~Black Rebellion~ - Lelouch Vi Britannia
- Code Geass: Lelouch of the Rebellion Special Edition ~Zero Requiem~ - Lelouch Vi Britannia
- Code Geass: Akito the Exiled - Julius Kingsley
- Saikano - Ryōhei
- Saint Beast - Chief Priest Pandora
- Saint Seiya: The Lost Canvas - Bennu Kagaho
- The Prince of Tennis serie Kenya Oshitari
- OVA ToHeart2 - Takaaki Kōno
- Hikari to Mizu no Daphne Tokubetsu-hen 2 - Yasuki Jōnōchi
- Mitsu×Mitsu Drops - Chihaya Yurioka
- The Wings of Rean - Asap Suzuki
- Tsubasa Shunraiki - Kimihiro Watanuki
- Switch- Manga - Kai Eto
- xxxHOLiC: Shunmuki - Kimihiro Watanuki

### Videogiochi
- 13 Sentinels: Aegis Rim - Renya Gouto
- Atelier Yumia: The Alchemist of Memories & the Envisioned Land - Rutger Arendt
- Bleach Blade Battlers 2nd - Yumichika Ayasegawa
- Bleach: Shattered Blade - Yumichika Ayasegawa
- Bleach Heat The Soul 4 - Yumichika Ayasegawa
- Bleach Heat The Soul 5 - Yumichika Ayasegawa
- Bleach Heat The Soul 6 - Yumichika Ayasegawa
- Bleach: Brave Souls - Yumichika Ayasegawa
- Catherine - Ren Amamiya
- Code Geass: Hangyaku no Lelouch - Lelouch Lamperouge
- Code Geass R2: Banjou no Geass Gekijou - Lelouch Lamperouge
- Code Geass: Lost Colors - Lelouch Lamperouge
- Code of Princess - Joe the Liongate/Schwartz Dunkelheit de Lux
- Danganronpa 2: Goodbye Despair - Teruteru Hanamura
- Danganronpa V3: Killing Harmony - Teruteru Hanamura
- Disgaea RPG - King
- Dissidia Final Fantasy - Cavalier Cipolla
- Dissidia 012 Final Fantasy - Cavalier Cipolla
- Dissidia Final Fantasy NT - Cavalier Cipolla
- Dragalia Lost - Ieyasu, Ren Amamiya/Joker
- Dragon Quest Rivals - Principe di Cannok, Crow
- Dragon Quest X: Rise of the Five Tribes Offline - Crow
- Dragon Quest I & II HD-2D Remake - Principe di Cannok
- Duel Love - Yuma Asakura
- Dynasty Warriors: Origins - Eroe senza nome
- Enzai - Shion
- Fate/Grand Order - Ruler/Qin Shi Huang
- Fire Emblem Heroes - Roy, Heanius
- Fire Emblem: Engage - Roy
- G Senjō no Maō - Maō
- Gakuen Heaven - Itou Keita
- Gakuen Heaven Okawari! - Itou Keita
- God Wars: Future Past - Kuma, Issun
- Granado Espada - Japanese version - Vincent Rio
- Granblue Fantasy - Feower, Popol, Ren Amamiya/Joker, Lelouch Lamperouge
- Granblue Fantasy: Versus Rising - Feower
- Grandia Online - Human Male
- Heart no Kuni no Alice - Tweedle Dee - Tweedle Dum
- Kiniro no Corda - Shimizu Keichi
- Kiniro no Corda 2 - Shimizu Keichi
- Kiniro no Corda 2: Encore - Shimizu Keichi
- Kiniro no Corda 2: Forte - Shimizu Keichi
- Kurohyō 2: Ryū ga Gotoku Ashura hen - Makoto Yashiro
- Luminous Arc 2 - Steiner
- Metal Gear Solid: Portable Ops - Null
- Metal Gear Solid 4: Guns of the Patriots - Johnny "Akiba" Sasaki
- Million Arthur: Arcana Blood - Type I Mordred
- Mobile Suit Gundam: Encounters in Space - Jack Bayard
- Naruto x Boruto Ultimate Ninja Storm Connections - Toneri Ōtsutsuki
- Nier Re[in]carnation - Ren Amamiya/Joker
- No Straight Roads - Zuke
- Persona 5 - Ren Amamiya/Joker
- Persona 5: Dancing in Starlight - Ren Amamiya/Joker
- Persona Q2: New Cinema Labyrinth - Ren Amamiya/Joker
- Persona 5 Royal - Ren Amamiya/Joker
- Persona 5 Strikers - Ren Amamiya/Joker
- Persona 5 Tactica - Ren Amamiya/Joker
- Persona 3 Reload - Ren Amamiya/Joker
- Princess Princess - Toru Kono
- Rise of the Ronin - Genzui Kusaka
- Rune Factory 5 - Martin
- Sengoku Basara: Samurai Heroes - Kobayakawa Hideaki
- Sengoku Basara 4 - Kobayakawa Hideaki
- Sengoku Basara: The Legend of Sanada Yukimura - Kobayakawa Hideaki
- Shining Force Feather - Shizuma
- SINoALICE - Lelouch Lamperouge, Grell Sutcliff
- Spice & Wolf - Kraft Lawrence
- Star Ocean: First Departure - Ioshua Jerand
- Summon Night X: Tears Crown - Dylan Will Delteana, Radius
- Super Robot Wars Z - Toga Tenkuji
- Super Robot Wars Z2: Destruction Chapter - Toga Tenkuji, Lelouch Lamperouge, Luca Angelloni
- Super Robot Wars Z2: Rebirth Chapter - Luca Angelloni, Toga Tenkuji, Lelouch Lamperouge
- Super Robot Wars Z3: Hell Chapter - Luca Angelloni, Lelouch Lamperouge
- Super Robot Wars Z3: Heaven Chapter - Luca Angelloni, Friday, Lelouch Lamperouge
- Super Robot Wars V - Friday
- Super Robot Wars X - Lelouch Lamperouge
- Super Robot Wars 30 - Lelouch Lamperouge
- Super Smash Bros. Melee - Roy
- Super Smash Bros. for Nintendo 3DS e Wii U - Roy
- Super Smash Bros. Ultimate - Roy, Ren Amamiya/Joker
- Sword Art Online: Alicization Lycoris - Hersyrian
- Tales of Destiny 2 - Kyle Dunamis
- Tales of the Rays - Kyle Dunamis
- Tales of Crestoria - Kyle Dunamis
- The DioField Chronicle - Iscarion Colchester
- The King of Fighters: All Star - King
- The Legend of Heroes: Trails through Daybreak - Rene Kincaid
- The Legend of Heroes: Trails through Daybreak II - Rene Kincaid
- Togainu no chi - Rin
- Togainu no Chi TRUE BLOOD - Rin
- Valkyria Chronicles - Maximilian
- Valkyria Chronicles III - Maximilian
- Vampire Knight - Aidou Hanabusa
- xXxHOLiC - Watanuki Kimihiro

### Altri ruoli
- Wonderhatch -Sora-Tobu Ryû no Shima- - serie TV, Gatz
- Harry Potter e il principe mezzosangue - Tom Riddle
- High School Musical - Ryan Evans
- Seven Days - CD drama; Yuzuru Shino